# Stoclet-Madonna
De Stoclet-Madonna is een paneeltje uit circa 1300 dat wordt toegeschreven aan de Siënese kunstschilder Duccio di Buoninsegna.
De Stoclet-Madonna lijkt een reactie op de vernieuwingen die de jonge Giotto en andere kunstenaars in de bovenkerk van de basiliek in Assisi verwezenlijkten. Maria en Christus staan achter een borstwering waarvan de consoles met acanthusbladeren globaal overeenkomen met de in verkort geschilderde architraven boven de fresco's over het leven van Franciscus van Assisi.
De slingerende gouden zoom aan haar gewaad herinnert nog aan de Madonna Rucellai en de Madonna van de franciscanen, maar de algehele indruk is realistischer, met een zachte, natuurlijke lichtval. De zware Byzantijnse hoofd- en schouderdoek (maphorion) die Maria als de moeder van God op de panelen van oudere kunstenaars zoals Coppo di Marcovaldo droeg, is vervangen door een dunne, soepele sluier en net als op de Madonna van Crevole grijpt Christus ernaar, omdat hij hierin zijn doodskleed herkent. In de uitwerking van dit motief en de modellering van de sluier is Duccio waarschijnlijk beïnvloed door gotische ivoren uit Frankrijk en door het werk van de beeldhouwer Giovanni Pisano, in het bijzonder diens sibillen van de kansel in Pistoia.

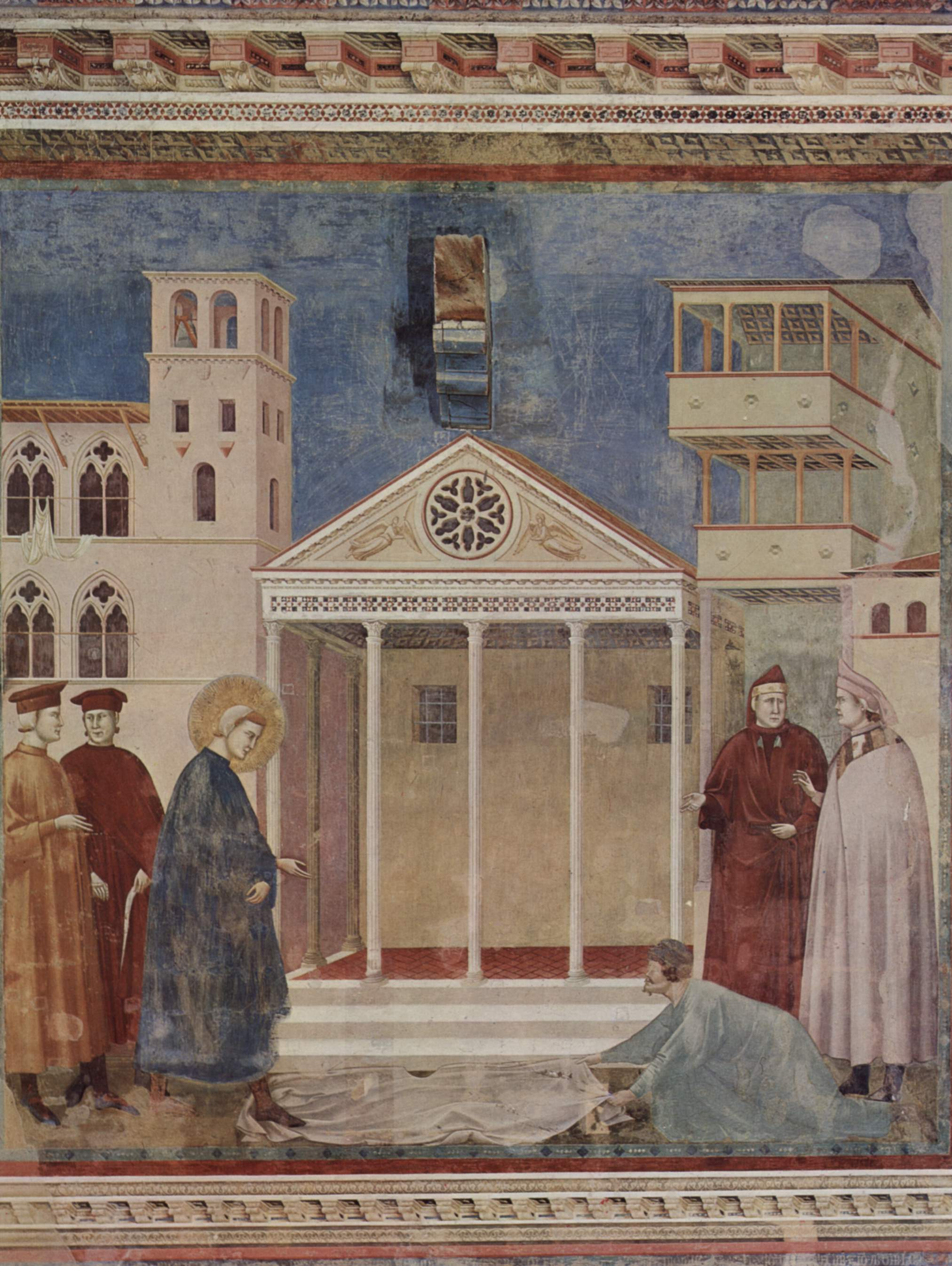
Scène uit het leven van Franciscus van Assisi met erboven de geschilderde consoles met acanthusbladeren, ca. 1295-1300, fresco in de bovenkerk van de Sint-Franciscusbasiliek in Assisi (toegeschreven aan Giotto en anderen)
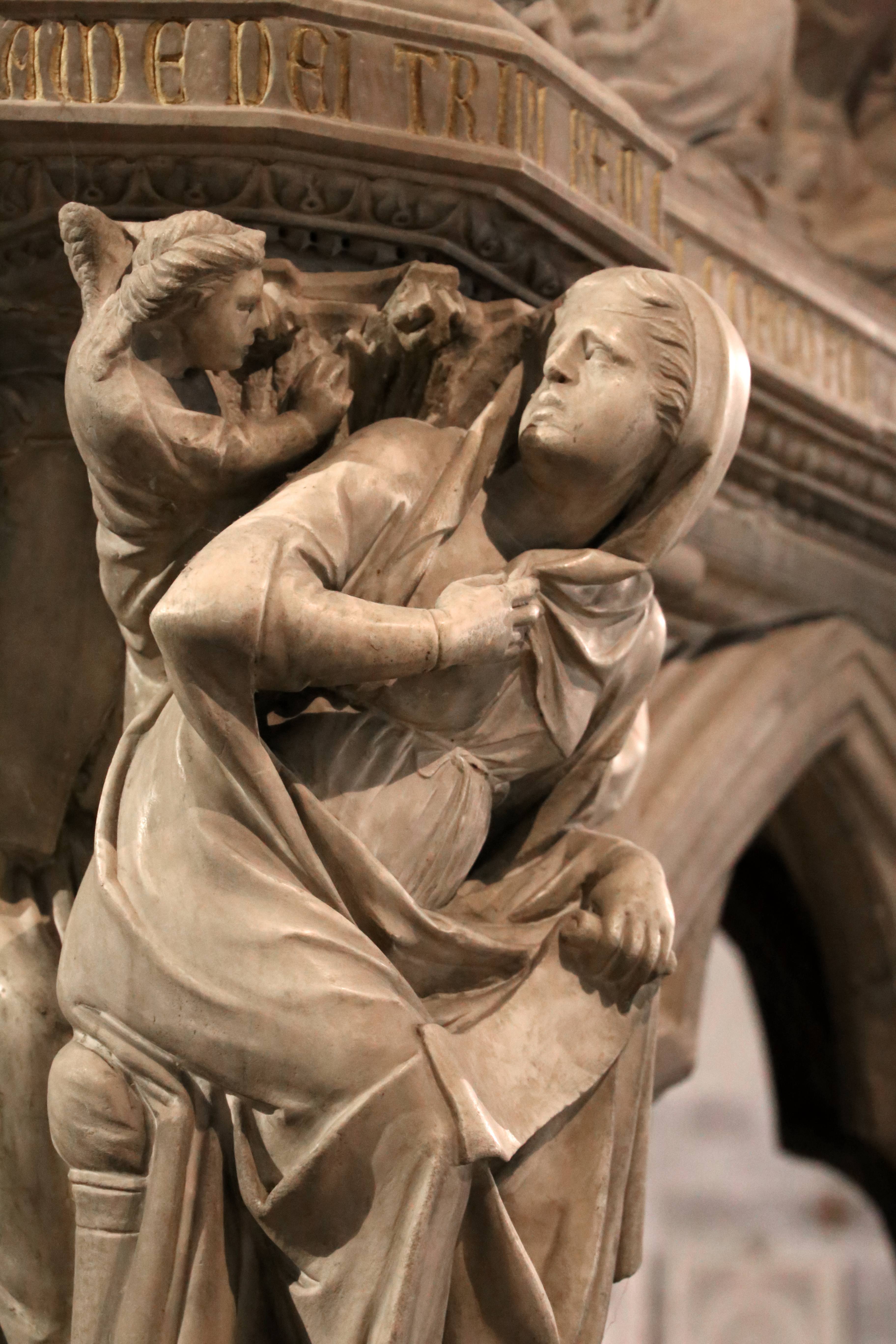
Giovanni Pisano, Kansel met sibille, 1298-1301, Sant'Andrea, Pistoia